# Konstantin Pugaev
Konstantin Pavlovich Pugaev, né le 27 juin 1955, est un ancien joueur de tennis soviétique.

## Carrière
Il a participé à trois éditions du tournoi de Wimbledon. Il échoue à chaque fois en qualification mais en 1973, il est repêché et perd au premier tour du tableau principal. En double, il passe un tour sur abandon en 1976 avec Alex Metreveli. Sur le circuit ATP, il a atteint les demi-finales à Sofia en décembre 1980 et s'est qualifié pour l'Open du Japon en 1982.
Joueur de l'équipe d'URSS de Coupe Davis en 1976 et entre 1981 et 1985, il y a joué 17 matchs en huit rencontres pour douze victoires. Il a participé à quatre rencontres dans le groupe mondial dont un barrage. En 1983 à Moscou, il bat Henri Leconte no 28 mondial et en 1985 à Tbilissi, il bat Libor Pimek no 23, à chaque fois dans un match sans enjeu.
Il remporte les Championnats de Russie en 1982 contre Alexander Zverev Sr.
En 1993 et 1994, il perd au premier tour des qualifications à Dubaï.

## Palmarès

### Titre en double mixte
| No | Date       | Nom et lieu du tournoi                    | Catégorie | Surface      | Partenaire        | Finalistes                  | Score    |          |
| -- | ---------- | ----------------------------------------- | --------- | ------------ | ----------------- | --------------------------- | -------- | -------- |
| 1  | 09-06-1975 | Green Shield Kent Championships Beckenham |           | Gazon (ext.) | Elena Granaturova | Pam Whytcross Trevor Little | 6-4, 6-1 | Parcours |

## Parcours en Grand Chelem

### En simple
| Année | Open d'Australie | Open d'Australie | Internationaux de France | Internationaux de France | Wimbledon       | Wimbledon | US Open | US Open |
| ----- | ---------------- | ---------------- | ------------------------ | ------------------------ | --------------- | --------- | ------- | ------- |
| 1973  | —                | —                | —                        | —                        | 1er tour (1/64) | E. Ewert  | —       | —       |

N.B. : à droite du résultat se trouve le nom de l'ultime adversaire.

### En double
| Année | Open d'Australie | Open d'Australie | Internationaux de France | Internationaux de France | Wimbledon                     | Wimbledon                 | US Open | US Open |
| ----- | ---------------- | ---------------- | ------------------------ | ------------------------ | ----------------------------- | ------------------------- | ------- | ------- |
| 1973  | —                | —                | —                        | —                        | 1er tour (1/32) Greg Perkins  | S. Likhachev A. Metreveli | —       | —       |
| 1976  | —                | —                | —                        | —                        | 2e tour (1/16) Alex Metreveli | J. Borowiak H. Rahim      | —       | —       |

N.B. : à droite du résultat se trouve le nom de l'ultime adversaire.